# Croton wittianus
Croton wittianus är en törelväxtart som beskrevs av Ernst Heinrich Georg Ule. Croton wittianus ingår i släktet Croton och familjen törelväxter. Inga underarter finns listade i Catalogue of Life.